# Fort Defiance
Fort Defiance (em navajo:  Tséhootsooí) é uma Região censo-designada localizada no estado americano de Arizona, no Condado de Apache.

## Demografia
Segundo o censo americano de 2000, a sua população era de 4061 habitantes.

## Geografia
De acordo com o United States Census Bureau tem uma área de
15,7 km², dos quais 15,7 km² cobertos por terra e 0,0 km² cobertos por água.

## Localidades na vizinhança
O diagrama seguinte representa as localidades num raio de 24 km ao redor de Fort Defiance.